# Sindy Lazo
Sindy Carolina Aoun Lazo, más conocida como Sindy Lazo (Caracas, 8 de septiembre de 1978), es una actriz, escritora, chef y presentadora venezolana, ganadora de MasterChef Latino. Estudió Cine en UCLA, USA, y actuación en Los Ángeles en el Erik Morris actors Studio.

## Carrera
Su carrera en la televisión comenzó en la serie venezolana Voltea pa' que te enamores, donde su madre Mimí Lazo también actuó.
Luego se integró a varias series  de la cadena Venevisión, como ¿Vieja yo?, Tomasa Tequiero, El árbol de Gabriel, Natalia del mar, hasta Corazón esmeralda. Siendo esta última trending topics con su personaje.
Después abre un programa televisivo de cocina llamado La cocinita de Sindy en Globovisión, donde comparte en 1 hora con distintas personalidades como Chiquinquirá Delgado, Delsa Solórzano, Julio Borgues, Víctor Drija, Luis Chataing, Norkys Batista, Sheryl Rubio, Lasso, Henry Falcón, Scarlet Ortiz, Daniela Alvarado, Sonia Villamizar. Luego de la primera temporada y gracias al éxito de audiencia, el programa decide dar un giro y entrevistar solo políticos de diferentes tendencias.
Ha escrito dos libros, que han tenido varias ediciones . No vengas Tú y La cocinita de Sindy, de donde sale el programa de TV.
Estrenó en el 2016 en la ciudad de Miami, su monólogo , el cual fue escrito por ella, Vamos a lo que Vinimos donde toca temas como el abandono de su padre, en tono de comedia.

## Vida personal
Es hija de Orlando Aoun y de la también actriz Mimí Lazo.

## Filmografía

### Telenovelas
| Año       | Título                     | Rol                                 |
| --------- | -------------------------- | ----------------------------------- |
| 2005      | Con toda el alma           | Trineo                              |
| 2006-2007 | Voltea pa' que te enamores | Cristina "Cristinita" García Malavé |
| 2008-2009 | ¿Vieja yo?                 | Milagros Urrutia Blanco             |
| 2009-2010 | Tomasa Tequiero            | Susana Ferrara                      |
| 2011      | Natalia del mar            | Tania                               |
| 2011-2012 | El árbol de Gabriel        | Patricia Picón                      |
| 2014      | Los secretos de Lucía      | Ayra Mesutti de Reina (joven)       |
| 2014      | Corazón Esmeralda          | Melinda Guaramato                   |

### Programas de televisión
| Año       | Título                 | Rol                     |
| --------- | ---------------------- | ----------------------- |
| 2009-2012 | La guerra de los sexos | Participante recurrente |
| 2013-2015 | La cocinita de Sindy   | Animadora principal     |
| 2018      | MasterChef Latino      | Ganadora                |